# اشتراكية

النجمة الحمراء، إحدى شاعرات الاشتراكية

الاشتراكية هو نظام اقتصادي يمتاز بالملكية الجماعية لوسائل الإنتاج والإدارة التعاونية للاقتصاد؛ أو هي فلسفة سياسية تدافع عن هذا النظام الاقتصادي. الملكية الاجتماعية تعود لأي شخص ما أو مجموعة مما يلي: شركات تعاونية أو ملكية شائعة أو ملكية عامة مباشرة أو دولة المؤسسات المستقلة. الاقتصاديات الاشتراكية تعتمد على الإنتاج من أجل الاستخدام والتخصيص المباشر لمدخلات الاقتصاد لإشباع المتطلبات الاقتصادية والحاجات البشرية (قيمة الاستخدام)؛ المحاسبة تعتمد على كميات طبيعية من الموارد، كمية طبيعية أو قياس مباشر لوقت العمل.
كحركة سياسية، تشمل الاشتراكية على مصفوفة مختلفة من الفلسفات السياسية، تتراوح ما بين الاشتراكية الإصلاحية إلى الاشتراكية الثورية. يدافع أنصار اشتراكية الدولة عن قومية وسائل الإنتاج، توزيع وتبادل خطة لتنفيذ الاشتراكية. يدافع الديموقراطيون الاشتراكيون عن إعادة توزيع الضرائب وتنظيم الحكومة لرأس المال من خلال هيكل اقتصاد السوق. بخلاف ما سبق، الحركة اللاسلطوية تدافع عن تحكم العامل المباشر في وسائل الإنتاج بدون الاعتماد على سلطة الدولة أو السياسيات البرلمانية أو ملكية الدولة للصناعة لتحقيق الاشتراكية.
الاشتراكية الحديثة تنبع من مفكري القرن الثامن عشر والحركة السياسية للطبقة العاملة التي تنتقد آثار الصناعة والملكية الخاصة على المجتمع.على الرغم من أن المصطلح اشتراكي في القرن التاسع عشر كان يطلق على أي اهتمام بالمشاكل الاجتماعية للرأسمالية، بدون النظر للحل، بنهاية القرن التاسع عشر حدث تضاد واضح بين الاشتراكية والرأسمالية وأصبحت نظاماً بديلاً يعتمد على الملكية الجماعية. الاشتراكيون الخياليون أمثال روبرت أوين حاول أن يؤسس كميونات معتمدة على نفسها بالانفصال عن المجتمع الرأسمالي. ألهم النموذج السوفيتي لتطور اقتصاد الاشتراكيين أمثال اللينيين-الماركسيين، ودافعوا عن خلق اقتصاد مخطط مركزياً يوجهه حزب الدولة الحاكم الذي يملك وسائل الإنتاج. الحكومات الشيوعية اليوغوسلافية والمجرية والألمانية الشرقية والصينية أنشأت أشكال لاشتراكية السوق متعددة، تدمج نماذج الملكية التعاونية وملكية الدولة مع تبادل السوق الحر ونظام الأسعار الحرة (ولكن الأسعار الحرة ليست لوسائل الإنتاج).

## الفلسفة

العلم الاحمر هو احد شعارات الاشتراكية

تعتمد وجهة النظر الاشتراكية عامة على أساس مادي (عامة ما تتضمن المادية التاريخية أو الوضعية) وفهم للسلوك الإنساني يُشكل عن طريق البيئة الاجتماعية. وفي الخصوص الاشتراكية العلمية تحتوي العادات والقيم الاجتماعية والصفات الثقافية والمعاملات الاقتصادية هي صناعات اشتراكية وأيضاً قوانين طبيعية غير قابلة للتغيير. الهدف الأسمى للاشتراكيين الماركسيين هو رفع الولاية وتحرير العمال من العمل عند الآخرين. ويتجادل الماركسيون أن تحرير الفرد من ضرورة العمل عند الآخرين من أجل الحصول على بضائع سيجعل الناس تنساق إلى اهتماماتهم الخاصة ويطوروا مواهبهم الخاصة بدون الاهتمام بالعمل عند الآخرين. وهكذا بالنسبة للماركسيين يسمح بأن تكون مرحلة التطوير الاقتصادي مرحلة عرضية على التقدمات الموجودة بالقدرات الإنتاجية بالمجتمع.
عامة الاشتراكيون يثبتوا أن الرأسمالية تركز القوة والثروة في قطاع من المجتمع، فيتحكم هذا القطاع في وسائل الإنتاج ويستمد ثروته من النظام الإستغلالي. وهذا يخلق مجتمعا طبقيا يعتمد على علاقات اجتماعية غير متساوية مما يسبب الفشل في إمداد فرص متساوية لكل الأفراد لتعظيم قدراتهم، وهكذا لا يتم استخدام التقنيات المتاحة والمصادر لتعظيم قدراتهم لمصلحة العامة، وتركز على إرضاء وإشباع رغبات السوق المستحث في مقابل متطلبات الإنسان. ويثبت الاشتراكيون أن الاشتراكية تسمح بتوزيع الثروة على أساس مساهمة كل فرد في المجتمع وفي المقابل كم رأس المال الذي يمتلكه الفرد.
الاشتراكيون يؤكدوا أن رأس المال نظام اقتصادي غير شرعي، حيث أن هذا يخدم مصلحة الأغنياء وتسمح باستغلال الطبقات الأدنى. وبالتبعية يتطلعوا إلى أن يستبدلوا النظام بالكامل بعمل تعديلات ضرورية له لكي يخلقوا عدالة اجتماعية لتولد مستوى معيشة أساسي. الهدف الأساسي للاشتراكية المساواة الاجتماعية وتوزيع الثروة على أساس المساهمة في المجتمع، وتنظيم اقتصادي يخدم مصلحة المجتمع ككل.

## الاقتصاد
التصميم الأساسي للاشتراكية هو تصميم اقتصادي حيث أن الإنتاج منظم بطريقة مباشرة لإنتاج بضائع وخدمات لأجل قيمة استخدامها، التوزيع المباشر للموارد تبعا لإرضاء المتطلبات الاقتصادية بدون حسابات مالية وتعبئة الاقتصاد يعتمد على وحدات طبيعية في مقابل القوانين الاقتصادية للرأسمالية، وعادة تتبع نهاية الفئات الاقتصادية الرأسمالية مثل الإيجار والفائدة والربح والمال. وناتج الاقتصاد الاشتراكي بضائع وخدمات للاستهلاك يمكن توزيعها على الأسواق.
وبتباين مع الرأسمالية حيث الإنتاج يرجى منه الربح، وهكذا يعتمد على التوزيع غير المباشر. الرأسمالية المثالية تعتمد على التنافس الكامل، الضغوط التنافسية تجبر المشاريع الاقتصادية للاستجابة لمتطلبات المستهلكين حتى يكون السعي وراء الربح بتقريب الإنتاج للاستخدام خلال عملية غير مباشرة (ضغوط تنافسية على الشركات الخاصة).
اشتراكية السوق ترجع إلى مصفوفة من النظريات الاقتصادية المختلفة ونظم تستخدم آلية السوق لتنظيم الإنتاج وتخصيص عوامل الإنتاج بين الشركات المملوكة اشتراكياً، مع عائد اقتصادي زائد للمجتمع كحصة اشتراكية في مقابل مالكي رأس المال. تغيرات اشتراكية السوق تشمل المقترحات التحررية كالتبادلية Mutualism، والنماذج الاقتصادية الكلاسيكية الجديدة مثل نموذج لانجه.

### الاقتصاد المخطط
الاقتصاد المخطط يجمع بين الملكية العامة لوسائل الإنتاج مع دولة مركزية التخطيط. عادة ما يرتبط هذا النموذج مع الاقتصاد المركزي أي على النمط السوفييتي. في الاقتصاد المخطط مركزيا، اتخاذ القرارات بشأن كمية السلع والخدمات التي يتم إنتاجها من قبل وكالة التخطيط. وكان هذا النوع من النظام الاقتصادي مع نظام الحزب الواحد سياسيا، ويرتبط بالتالي مع الدول الشيوعية في القرن 20.
في اقتصاد الاتحاد السوفييتي، كان الجمع بين ملكية الدولة لوسائل الإنتاج مع التخطيط المركزي، فيما يتعلق بالسلع والخدمات التي تم تقديمها، وكيف يجب أن تصدر، وكميات وأسعار بيع. وكان التخطيط الاقتصادي السوفياتي بديلا السماح السوق (العرض والطلب) لتحديد أسعار السلع المنتجة والمستهلكة. الاقتصاد السوفياتي تستخدم مواد المحاسبة العمومية من أجل تحقيق التوازن في المعروض من المدخلات المتاحة مع أهداف الإنتاج، على الرغم من هذا أبدا كليا محل المحاسبة المالية. على الرغم من أن الاقتصاد السوفياتي كان اسميا الاقتصاد المخطط مركزيا، في الممارسة العملية وقد وضعت الخطة على الحركة والتنقل كما كان جمع المعلومات ونقلها من الشركات لتخطيط الوزارات.

## النظرية الاجتماعية والسياسية
المنظرون الاجتماعيون الماركسيون وغير الماركسيين يتفقون على تطور الاشتراكية كرد فعل للرأسمالية الصناعية الحديثة، ويختلفوا على طبيعة علاقاتهم. في هذا السياق استخدمت الاشتراكية لتشير إلى حركة سياسية، وفلسفة سياسية وشكل افتراضي للمجتمع تحاول هذه الحركات أن تحققها. وكنتيجة لذلك، في السياق السياسي فالاشتراكية تشير إلى إستراتيجية (لتحقيق مجتمع اشتراكي) أو السياسيات المروجة من قِبل المنظمات الاشتراكية والأحزاب الاشتراكية السياسية، كل ما سبق ليس له علاقة بالاشتراكية كنظام اشتراكي اقتصادي.

### الماركسية

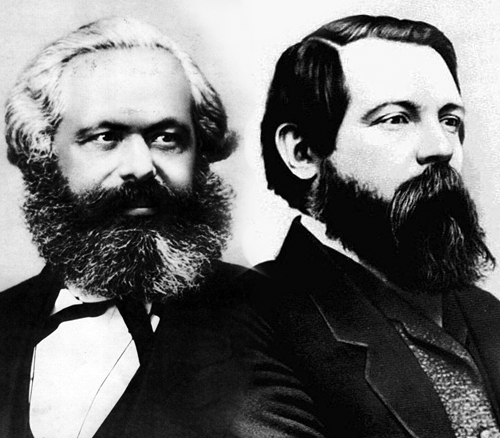
فريدريك أنجلز وكارل ماركس

في معظم النظريات الاشتراكية تأثيراً، كارل ماركس وفريدريك أنجلز آمنوا بأن وعي كل شخص يحصل على أجر أو مرتب (الطبقة العامة بالمعنى الماركسي الواسع) يمكن أن يصب شروطهم من العبودية المأجورة، مما يؤدي إلى الميل إلى البحث عن حريتهم أو رفع الولاية بنزع ملكية الرأسماليين لوسائل الإنتاج. طبقاً لآراء ماركس وأنجلز، الشروط تحدد الوعي وإنهاء دور الطبقة الرأسمالية وبالتالي سيتكون مجتمع غير طبقي عندئذٍ ستنتهي الدولة.
كتب ماركس: (ليس الوعي العام للناس هو مايحدد وجودهم، ولكن الوجود الاجتماعي/الاشتراكي هو مايحدد وعيهم).
المبدأ الماركسي للاشتراكية أنه لحالة معينة تاريخية سيتم استبدال الرأسمالية وستتقدم الشيوعية. الخصائص الأساسية للاشتراكية (خصوصاً ما استنبطه ماركس بعد كميونة باريس عام 1871) هي ان البروليتارية ستتحكم بوسائل الإنتاج من خلال العمال، وستقوم دولة من أجل مصالح العمال. وسيزال النشاط الاقتصادي منظم من خلال استخدام أنظمة دافعة والطبقات الاجتماعية ستظل موجودة ولكن سيتم تحديدها وتقليص أبعادها عما كانت تحت الرأسمالية.
الماركسية بالنسبة للماركسيين المتشددين هي أدنى مرتبة للشيوعية فهي تعتمد على مبدأ «من كل فرد حسب مقدرته إلى كل فرد حسب مساهمته.» بينما المرحلة الأعلى للشيوعية فهي تعتمد على مبدأ «من كل فرد حسب مقدرته إلى كل فرد حسب حاجته.» وستكون المرحلة العليا ممكنة فقط بعدما تصل المرحلة الاشتراكية لكفاءة اقتصادية عالية وتُساق عجلة الإنتاج إلى وفرة من المنتجات والخدمات.
قال ماركس أن القوى المادية المنتجة (في الصناعة والتجارة) أنشأتها الرأسمالية التي تنبأت بمجتمع تعاوني حيث أصبح الإنتاج وزن اجتماعي نشاط جماعي للفئات العاملة لخلق سلع ولكن عن طريق ملكية خاصة (علاقات الإنتاج أو علاقات ملكية). هذا الصراع بين الجهود الجماعية في المصانع الكبيرة والملكيات الخاصة من الممكن أن تجلب رغبة وعي في الطبقة العاملة لإنشاء ملكية جماعية متناسب مع الجهود الجماعية لخبراتهم اليومية.
وفي مرحلة ما من التطور، القوى المادية المنتجة للمجتمع تدخل في صراع مع علاقات الإنتاج أو «-هذا تعبر عنه بوضوح البنود القانونية- مع علاقات الملكية خلال إطار العمل الذي يعملوا من خلاله حتى يومنا هذا. ومن ثم يبدأ عهد ثورة اجتماعية. التغيرات في الأساس الاقتصادي يؤدي عاجلاً أم آجلاً إلى تحول البنية كلها.» وهكذا فسينهض المجتمع الاشتراكي الذي يعتمد على تعاون ديموقراطي. وفي النهاية الدولة -المرتبطة بجميع المجتمعات السابقة- التي تنقسم إلى طبقات من أجل قمع الطبقات المقهورة ستندثر.
على نقيض ما سبق، افترض إميل دوركايم أن جذور الاشتراكية تنجلي في الرغبة من تقريب الدولة من عالم النشاط الفردي، في مقابل شذوذ المجتمع الرأسمالي، معتبراً ان الاشتراكية «تمثل ببساطة في المبادئ الاخلاقية التي اكتشفها علم الاجتماع ويمكن تطبيقها». يمكن اعتبار دوركايم ديموقراطي اجتماعي حديث للدفاع عن إصلاحات المجتمع ولكن برفض خلق مجتمع اشتراكي.
سعى تشي جيفارا إلى أن تكون الاشتراكية تعتمد على الفلاحة الريفية عن أن تكون طبقة عمال حضرية، في محاولة لإلهام فلاحي بوليفيا، وبعينة من تغيير الوعي قال جيفارا عام 1956: «لا يمكن ان توجد الاشتراكية بدون تغيير في الوعي الناشئ في الموقف الودي تجاه الإنسانية، كل على مستوى فردي من خلال مجتمعات حيث تبنى الاشتراكية أو بُنيت، ولعى مقياس العالم، ومع الأخذ في الاعتبار لكل الناس الذين يعانوا من القمع الاستعماري.»

### الاشتراكية الخيالية والعلمية
الاشتراكية الخيالية هي الاشتراكية الطوباوية نسبة لمدينة أفلاطون يوطوبيا.
الفرق ما بين الاشتراكية الخيالية والاشتراكية العلمية وضحها صراحةً فريدريك انغلز في كتابه (الاشتراكية: الخيالية والعلمية) حيث بين أن «الخيالية تصور ظروف اجتماعية مثالية» للمصلحين الاشتراكيين بمبدأ ماركسي اشتراكي علمي. بدأت الاشتراكية العلمية باختبار الظواهر الاجتماعية والاقتصادية -دراسة تجريبية للعمليات الحقيقية في المجتمع والتاريخ.
بالنسبة للماركسيين، تطور الرأسمالية في غرب أوروبا زود قاعدة مادية لإحتمالات جلب الاشتراكية، وطبقاً للبيان الشيوعي، «ما يتنجه البرجوازي فوق الكل هو بمثابة حفارات لقبره»، بمسمى الطبقة العاملة، لا بد من أن نعي المنظورات التاريخية التي يضعها المجتمع.
راجع إدوارد بيرنشتين هذه النظرية ليقترح أن تحرك المجتمع نحو الاشتراكية هو أمر حتمي، ليجلب العنصر الآلي والغائي للماركسية ومشعلاً لمبدأ الاشتراكية التطورية. رأى ثورشتين فيلبن أن الاشتراكية كمرحلة فورية في عملية التطور المتواصلة في الاقتصاد أن الناتج من التدهور الطبيعي لنظام العمل التجاري، وبمناقضة ماركس لم يؤمن بأن نتيجة الصراع السياسي أو ثورة الطبقة العاملة ولم يؤمن بأنها الهدف الأسمى للإنسانية.
أسس الاشتراكيون الطوباوين مجموعة من المُثل والأهداف التي تقدم الاشتراكية بديلاً للرأسمالية، مع سمات فعالة أفضل. مثالاً لذلك الهيئة الاشتراكية التي تشمل مجتمع روبرت أوين الذي يدعى (نيو هارموني New Harmony).

### الإصلاح والثورة
يعتقد الإصلاحيون -مثل الديموقراطيون الاشتراكيون القدامى- أن النظام الاشتراكي يمكن تحقيقه بإصلاح النظام الرأسمالي. الاشتراكية في وجهة نظرهم يمكن أن تُحقق من خلال نظام سياسي موجود بانتخاب الاشتراكيين للمكتب السياسي للقيام بإصلاحات اقتصادية ضمنية.
يعتقد الثوريون أمثال الماركسيين واللاسلطويين أن مثل هذه الطرق ستفشل لأن الدول ستقوم بالعمل من أجل مصالح الأعمال الرأسمالية، والحزب الاشتراكي إما سيندرج تحت النظام الرأسمالي أو سيجد نفسه غير قادر على عمل الإصلاحات الأساسية. ويعتقدون أن الثورة العفوية هي الطريقة الوحيدة لإقامة نظام اقتصادي اجتماعي جديد. مهمة المنظمات أو الأحزاب الاشتراكية هي تعليم الجماهير على بناء وعي اشتراكي. يريدون ألا تعرف الثورة بانها تمرد عنيف، ولكن تغير شامل وسريع.
خلافاً لما سبق، يدافع اللينيون والتروتسكيون عن حزب الطليعة، الذي يقوده ثوريون متمرسون، ليقود الطبقة العاملة لامتلاك الدولة. بعد الحوز على السلطة، يبحث اللينيون خلق دولة اشتراكية يسطر عليها الحزب الثوري، حيث يجدون ذلك جوهرياً لإرساء قواعد اقتصاد اشتراكي.
يقول النقابيون الثوريون أن تجارة الثورة أو الاتحادات الصناعية -خلافاً للدولة أو مجلس العمال- هي الطرق الوحيدة لقيام الاشتراكية.
هناك منظرون آخرون أمثال جوزيف شومبيتر وثورشتاين فيبلن وبعض الاشتراكيين الخيالين يعتقدوا أن الاشتراكية طبيعياً أو تلقائياً بدون أو بجزء محدود من العمل السياسي كنظام الاقتصاد الرأسمالي سيتآكل إلى أن يُهجر ويبطل استعماله.

### الاشتراكية من الأعلى والأسفل
تعود الاشتراكية من أعلى إلى الرأي القائل بأن إصلاحات وثورات الاشتراكية ستأتي أو ستقاد بواسطة أعضاء مجتمع من ذوي المراكز العليا راغبين في نظام اقتصادي أكثر كفاءة وعقلانية. يعتقد كل من كلود هنري دي سان سيمون والاقتصادي التطوري ثورشتين فيبلن أن الاشتراكية هي ناتج عمل مهندسين مبدعين وعلماء وفنيين يريدوا أن يرتبوا المجتمع والاقتصاد بطريقة عقلانية بدلاً من الطبقة العاملة. الديمقراطية الاشتراكية تدافع عن العقلانيين والطبقة الوسطى، وبالمثل قطاعات من الطبقة العاملة.

أما الاشتراكية من الأسفل فتعود إلى الموقف الذي يمكن أن تأتي منه الاشتراكية فقط، ويقودها تحرك تضامني وسياسي من الطبقات السفلى، مثل الطبقة العاملة والطبقة المتوسطة السفلى. أنصار منظور الاشتراكية من الأسفل أمثال النقابيين والماركسيين المتشددين وعادة ما يشبه منظور الاشتراكية من الأعلى بالنخبوية الستالينية.

### تخصيص الموارد
تخصيص الموارد هو موضوع جدلي جداً بين اشتراكي السوق وأنصار التخطيط الاقتصادي.
يدافع العديد من الاشتراكيين التخطيط اللامركزي التشاركي، حيث صنع القرار الاقتصادي يعتمد على إدارة النفس وحكم النفس والطريقة الديموقراطية من الأسفل لأعلى بدون أي سلطة مركزية موجهة. أيد ليون تروتسكي المخططين المركزيين، مهما كانت سعة عقلانيتهم، والعمل بدون مدخول واشراك الملايين من الناس الذين يشاركوا في الاقتصاد والاستجابة للظروف المحلية الاقتصادية؛ حيث أن المخططون المركزيون لن يكونوا قادرين على محورة كل النشاط الاقتصادي بكفاءة.
من الناحية الأخرى، يدافع اللينيون وبعض اشتراكيو الدولة عن التخطيط المباشر حيث يتم تمرير التوجيهات من تخطيط عالي للأسفل، السلطات لمديري المشاريع الذين يعطوا الأوامر للعمال.

### المساواة في الفرص والمساواة في خرج الإنتاج
يدافع أنصار المساواة في الفرص عن المجتمع الذي يحوي فرص متساوية لكل الأفراد لتعظيم قدراتهم لتحقيق مراكز في المجتمع. وسيجعل ذلك ممكناً بوصول متساوي لضروريات الحياة. يعود تساوي خرج الإنتاج إلى الدولة التي تمنح كل فرد فيها عدداً متساوي من المنح والمكافأت ومستوى من قوة صنع القرار متساوي مع الإيمان بأن كل الأدوار في المجتمع ضرورية وهكذا لايمنح ي شخص أكثر من الآخرين. يشارك في هذا الرأي الاشتراكيون الطائفيون الطوباويون والماركسيون والديموقراطيون الاشتراكيون والشيوعيون اللاسلطوين.

## سياسة
الحركات السياسية الاشتراكية الأساسية كما سيلي شرحها بعد هذه الفقرة. المنظرون المستقلون الاشتراكيون والكتاب الاشتراكيون الخياليون والمدعمون الأكاديميون للاشتراكية من الممكن ألا يمثلوا في أي من الحركات السياسية التالية. أطلقت بعض الأحزاب السياسية على أنفسهم اشتراكيين بينما يؤمنوا بآراء تناقض الأفكار الاشتراكية. استخدم بعض الساسة مصطلح اشتراكي على اليمين السياسي كصفة ضد الأفراد الذين لا يعتبروا أنفسهم اشتراكيين، وضد السياسيات التي لا تعتبر الاشتراكية من أنصارها.

### اللاسلطوية

رمز اللاسلطوية

تحوي مبادئ اللاسلطوية (الأناركية) المبدأ الذي يقول أنه لا يمكن للدولة أن تقيم اقتصاد اشتراكي ويقترح ببديل سياسي يعتمد على مجتمعات اتحادية لامركزية مستقلة، تشمل أنصار اللاسلطوية الفردية واللاسلطوية الاشتراكية. يدافع التبادليون (المناصرين لنظرية التبادل الاقتصادية) عن اشتراكية السوق الحر، اللاسلطويون الجمعيون والتعاونيات العمالية والمرتبات تعتمد على مقدار الوقت المساهم في الإنتاج، يدافع الشيوعيون اللاسلطويون عن الانتقال المباشر من الرأسمالية للشيوعية التحررية والتحرك المباشر للعمال النقابيين اللاسلطويين والإضراب العام.

### الاشتراكية الديمقراطية والديمقراطية الاشتراكية
إن الاشتراكية الديمقراطية الحديثة حركة سياسية واسعة الانتشار تبحث عن الانتقال من الرأسمالية إلى الاشتراكية من خلال سياق نظام ديمقراطي. تطلق الاشتراكية الديمقراطية عامة على أي حركة سياسية تبحث عن نظام اقتصادي يعتمد على الديمقراطية الاقتصادية. يرفض الاشتراكيون الديمقراطيون المركزية الديموقراطية وحزب الطليعة الثوري اللينيني. من الصعب تعريف الاشتراكية الديمقراطية، وهناك مجموعات من الباحثين وضعوا تعريفات مختلفة لهذا المصطلح. تصنف بعض هذه التعريفات كل أشكال التنظيمات الاشتراكية التي تتبع نظام انتخابي أو ثوري ديمقراطي تحت خانة «الاشتراكية الديمقراطية».
ويدعم العديد من السياسيين، من ناحية أخرى، الديمقراطية الاشتراكية كطريق لإصلاح النظام الرأسمالي الحالي. الديموقراطية الاشتراكية الحديثة تؤكد على برامج الإصلاح التدريجي للرأسمالية لتصبح أكثر إنصافاً وإنسانية، وأما الهدف النظري النهائي (بناء مجتمع اشتراكي) فهو إما متجاهل تماماً أو معاد قولبته بطريقة رأسمالية متقدمة. يدعم الديمقراطيون الاشتراكيون التقليديون إنشاء الاشتراكية من خلال إصلاحات سياسية، بالعمل من خلال النظام الرأسمالي السياسي القائم. تتبع الحركة الديمقراطية الاشتراكية سياسات انتخابية من أجل تنفيذ الإصلاحات. تخلت الحركة الديمقراطية الاشتراكية الحديثة عن هدف التحرك تجاه اقتصاد اشتراكي مخطط وبدلاً من ذلك تدافع عن الإصلاحات الاجتماعية لتحسين الرأسمالية، كدولة الرفاهية وتعويضات البطالة. نجحت في تطبيق هذه الأفكار بعض الأنظمة الاقتصادية في دول مثل السويد والدنمارك والنرويج وفنلندا في العقود القليلة السابقة. وسميت هذه التجربة بالنموذج الشمال أوروبي.

### لينينية

فلاديمير لينين

تشجع اللينينة على تأسيس حزب طليعي يقوده ثوريون متمرسون، ليقودوا الطبقة العاملة للسيطرة على الدولة. يعتقدوا أن الاشتراكية لن تقوم عفوياً من خلال التدهور الطبيعي للرأسمالية، وذلك لأن العمال بأنفسهم غير قادرين على تنظيم وتطوير الوعي الاشتراكي، ولذلك مطلوب قيادة للطليعة الثورية. بعد امتلاك السلطة، يبحث اللينيون إقامة دولة اشتراكية حيث تكون الطبقة العاملة في محل قوة وسلطة، حيث ينظر إليهم أنهم ضروريون لإرساء الأسس لانتقالية اندثار الدولة تجاه الشيوعية (مجتمع بلا دولة). طريقة التنظيم الصناعي - الذي دافع عنه اللينيون واللينينية الماركسية - هو نموذج رأسمالي لإدارة علمية مستوحاة من فريدريك تايلور. تفرعت اللينينية إلى لنينية ماركسية وتروتسكية وستالينية وماوية.

### اشتراكية تحررية
تقوم الاشتراكية التحررية على مجتمع غير هرمي وغير بيروقراطي بلا دولة وبدون ملكية خاصة لوسائل الإنتاج. يعارض الاشتراكيون التحرريون كل أشكال المنظمات الاشتراكية القسرية وتشجع تكوين مؤسسة حرة محل الحكومة، وتعارض العلاقات الاجتماعية الرأسمالية القسرية كاجور العمالة. ويعارضوا هياكل القيادة الهرمية كأحزاب الطليعة ويرفضوا استخدام الدولة لإقامة الاشتراكية. تيارات الاشتراكية التحررية تشمل ميولاً ماركسياً كاليسار الشيوعي ومجلس الشيوعية والاستقلالية الذاتية، بالإضافة لحركات غير ماركسية كاليسار اللاسلطوي والكميونالية (بالإنجليزية: Communalism) والبارتسيبية (بالإنجليزية: Participism) والديموقراطية الشاملة.

### نقابية
النقابية هي حركة اشتراكية تعمل من خلال اتحادات تجارية صناعية وترفض اشتراكية الدولة، أو استخدام الدولة لإقامة الاشتراكية. يدافع النقابيون عن مجتمع اشتراكي يعتمد على نقابات اتحادية أو نقابات عمالية لتملك وتدير وسائل الإنتاج.

### الناصرية
في سنة 1962، بدأ عبد الناصر سلسلة من القرارات الاشتراكية والإصلاحات التحديثية في مصر. وعلى الرغم من النكسات التي تعرضت لها قضيته القومية العربية، بحلول سنة 1963، وصل أنصار عبد الناصر للسلطة في عدة دول عربية. وقد شارك في الحرب الأهلية اليمنية في هذا الوقت. قدم ناصر دستوراً جديداً في سنة 1964، وهو العام نفسه الذي أصبح فيه رئيساً لحركة عدم الانحياز الدولية. بدأ ناصر ولايته الرئاسية الثانية في مارس 1965 بعد انتخابه بدون معارضة. وتبع ذلك هزيمة مصر من إسرائيل في حرب الأيام الستة سنة 1967. واستقال عبد الناصر من جميع مناصبه السياسية بسبب هذه الهزيمة، ولكنه تراجع عن استقالته بعد مظاهرات حاشدة طالبت بعودته إلى الرئاسة. بين سنتي 1967 و1968 عين عبد الناصر نفسه رئيساً للوزراء بالإضافة إلى منصبه كرئيس للجمهورية. وشن حرب الاستنزاف لاستعادة الأراضي المفقودة في حرب 1967. وبدأ عملية عدم تسييس الجيش وأصدر مجموعة من الإصلاحات الليبرالية السياسية.

## تاريخ
يُنسب مصطلح اشتراكية لبيير ليرو ولماري ريباود وفي بريطانيا لروبرت أوين لعام 1827، والد الحركة التعاونية. النماذج والأفكار الاشتراكية التي تؤيد الشيوع أو الملكية العامة موجودة منذ عصور قديمة. أَقَرَ مزدك الشيوعي الفارسي المناصر للاشتراكية بشيوع الملكية ودافع عن الصالح العام. وقد صُرحَ -على الرغم من الجدل القائم في هذا الموضوع- بوجود عناصر فكرية اشتراكية في سياسة الفلاسفة الإغريق القدامى أفلاطون وأرسطو.
المدافع الأول للاشتراكية وفضل التساوي الاجتماعي لخلق مجتمع جدير وتكنوقراطي معتمد على مهارة الفرد كان كونت هنري سان سيمون وكان أول من صاغ مصطلح اشتراكي. ولع سان سيمون بوضع وقدرة العلوم والتكنولوجيا وحبذ مجتمع اشتراكي فيه يمكن إزالة الأشكال الغير متناسقة الرأسمالية وتعتمد على فرص متساوية. وأشار إلى تكوين مجتمع فيه يصنف الفرد ويكافأ حسب قدرته ومساهمته. التركيز في اشتراكية سيمون كانت على الكفاءة الإدارية والصناعية وأن مفتاح النجاح هو الإيمان بالعلم.
وهذا كان مصاحباً للرغبة في تطبيق نظام اقتصاد عقلاني يعتمد على التخطيط ومُساق نحو نجاح على مقياس كبير من العلم والمادية، وهكذا تجسدت الرغبة في اقتصاد مبائر أو مخطط. أما المفكرون الاشتراكيون المبكرون أمثال طوماس هودجكن وشارلز هال أرسوا أفكارهم على نظريات ديفيد ريكاردو الاقتصادية. وفسروا ذلك بأن قيمة توازن السلع تُقرب لأسعار يضعها المنتج عندما تكون السلع في عرض مرن، وأسعار هذا المنتج تتوافق مع العمالة المتجسدة- تكلفة العمالة (الرواتب مدفوعة أساساً) المطلوبة لإنتاج هذه السلع. رأى الاشتراكيون الريكارديون الربح والفائدة والريع كخصومات لقيمة التبادل هذه.
كان النقاد الغرب أوروبيين الاشتراكيون -بما فيهم من روبرت أوين وشارل فورييه وبيير جوزيف برودون لويس بلانك وشارلز هال وسان سيمون- أول الاشتراكيين الحديثين الذين انتقدوا الفقر المدقع وعدم المساواة الفجة في الثورة الصناعية. حبذوا الإصلاح، والبعض كروبرت أوين أشار إلى تحويل المجتمع إلى جماعات صغيرة بدون ملكية خاصة. كانت مساهمة روبرت أوين للاشتراكية الحديثة هي فهمه أن الأفعال والخصائص للأفراد تحددها البيئة الاجتماعية التي يتعرضوا لها طيلة نموهم وحياتهم. على الطرف الآخر، أشار شارل فورييه الفالنستير التي هي مجتمعات تحترم رغبات الأفراد (بما فيها الميول الجنسية)، والانتماءات والإبداعية ورأى أن العمل أصبح ممتعاً للناس. جُربت أفكار أوين وفورييه عملياً في العديد من المجتمعات المتعمدة (بالإنجليزية: Intentioanal communties) في أنحاء قارتي أوروبا وأمريكا في منتصف القرن التاسع عشر.
لغوياً، المفهوم المعاصر لكلمتي اشتراكي وشيوعي يتفق مع المناصرين والمعارضين للموقف الثقافي للدين. في أوروبا المسيحية لكلاهما الشيوعية هي طريقة حياة الملحد. أما في إنجلتر البروتستانتية، كلمة شيوعية كانت قريبة ثقافياً وسمعياً من شعيرة الروم الكاثوليك التواصلية، ولهذا أسمى الملحدون الإنجليز أنفسهم بالاشتراكيين.
في عام 1848 عندما نشر البيان الشيوعي أثبت أنغلز «الاشتراكية تحترمها اليابسة، بينما الشيوعية ليست كذلك.» أما الأوينيون في إنجلترا والفورييرون في فرنسا يعتبروا اشتراكيين محترمين، بينما حركات الطبقة العاملة «تنادي بتغير كلي اشتراكي ضروري» يشيرون لأنفسهم بأنهم شيوعيون. هذا الفرع الأخير من الاشتراكية انتج العمل الشيوعي لإتيان كابي في فرنسا وفيلهلم فايتلينج في ألمانيا.

### أصل التسمية
مصطلح (اشتراكية) صاغه هنري دي سان سيمون، مؤسس الاشتراكية الطوباوية. خُلقت مصطلح اشتراكية لتناقض المذهب الليبرالي للفردية. أدان الاشتراكيون الأصليون الفردية التحررية لأنها فشلت في الاهتمام بمشاكل الفقر في المجتمع والقهر الاجتماعي وتضخم اللامساواة في الثروة. ينظرون للمجتمع الفردي التحرري على أنه مجتمع غير منتج يدعم الأنانية وأنه يضر بحياة المجتمع من خلال اقتراح مجتمع تنافسي. وقدموا الاشتراكية بديلاً للفردية التحررية وأشاروا لمجتمع معتمد على التعاون بين أفراده.

### الجمعية الدولية الأولى والثانية
تأسست الجمعية الدولية العمالية بلندن عام 1864. عُقد أول اجتماع عام 1865، وفي العام التالي المؤتمر الأول بجينيف. ونظراً لوجود الفلسفات المتعددة في الدولية الأولى، كان هناك صراع من البداية. أول الاعتراضات على ماركس جاءت من التبادليين الذين عارضوا الشيوعية والدولانية. ومع ذلك بعد وقت قصير، بعدما التحق ميخائيل باكونين وأتباعه (الذين يدعوا بالجمعيين في الدولية) عام 1868، أصبحت الجمعية الدولية الأولى مستقطبة لمعسكرين، مع ماركس وباكونين كرؤوس للمُعَسكرَين. الفروق الأكثر وضوحاً للمجموعتين ظهرت من خلال خططهم لتحقيق نظرتهم للاشتراكية. أصبحت الجمعية الدولية الأولى هي أول منتدى دولي رئيسي لنشر الأفكار الاشتراكية.
ولما تجسدت أفكار كل من ماركس وأنغلز خصوصاً في منتصف أوروبا، سعى الاشتراكيون لتوحيد المنظمة الدولية. في عام 1889، في مئوية الثورة الفرنسية تم تأسيس الجمعية الدولية الثانية 384 مندوباً من عشرين دولة لتمثل 300 منظمة للعمال والاشتراكيين. صيغت «دولية اشتراكية» وانتخب أنغلز كرئيس شرفي في ا
مؤتمر الثالث عام 1893. طرد اللاسلطويين ولم يسمح لهم بالحضور نتيجة ضغط الماركسيين.

### الثورات من عام 1917 وحتى 1936
بحلول عام 1917، وطنية الحرب العالمية الأولى تحولت إلى تطرف في المعتقدات السياسية في معظم أنحاء القارة الأوروبية والولايات المتحدة وأستراليا. في شباط/فبراير 1917، تفجرت الثورة بروسيا. أقام العمال والجنود والفلاحون السوفيت (مجالس العمال) ووقع الحكم الفردي، والحكومة المؤقتة المستدعاة تنتظر انتخاب مجلس تأسيسي.
وفي نيسان/أبريل من نفس العام، وصل فلاديمير لينين روسيا من النمسا مُنادياً «كل السُلطة للسوفيت.» وفي تشرين الأول/أكتوبر، اكتسب حزبه البلاشفة تأييد معظم السوفييت في مؤتمر (كل الروس) للسوفييت، بينما قاد هو وتروتسكي معاً ثورة تشرين الأول/أكتوبر. كنوعٍ من البراغماتية، عَكَسَ لينين ترتيب ماركس للاقتصاد على السياسة، ليسمح بالثورة السياسية التي يقودها حزب الطليعة بالثوريين المُتمرسين على القيام بإنشاء مؤسسات اشتراكية عفوية تُقاد بانتفاضة عفوية للطبقة العاملة كما توقع كارل ماركس. وفي الخامس والعشرين من كانون الثاني/يناير عام 1918، صرح لينين في مجلس العمال بسان بيترسبيرج «فلتحيا الثورة الاشتراكية العالمية!» واقترح وقف قتال حالي في كل الجبهات، ونقل الأراضي من مُلاك الأراضي والعرش الملكي والأديرة جمعيات زراعية بدون أية تعويضات.
وفي 26 من كانون الثاني/يناير عام 1918، وبعد يومٍ من تقلد السلطة التنفيذية، كتب لينين مشروع اللائحة التنفيذية عن سلطة العمال، التي منحت العمال التصرف في أمور أعمالهم مع أكثر من خمسة عمال وموظفيين مكتبيين، والوصول لكل الكتب الوثائق والمخازن، والذين قرارتهم «تُطوى حسب المُلاك والشركات». والحكم أصبح من خلال المجالس العمالية المُنتخبة، وفي تحالف مع الثوريين الاشتراكيين المُنتمين لليسار المعتمد على الزراعة، وبدأت الحكومة البلشفية تأميم البنوك والصناعة والتنصل من الديون الوطنية التي خلفها نظام رمانوف الملكي. وتم رفع دعوى قضائية من أجل السلام، الانسحاب من الحرب العالمية الأولى واستدعاء مجلس تأسيسي والذي فيه الحزب الثوري الاشتراكي الزراعي فاز بالأغلبية.
انتخب المجلس التأسيسي القائد الثوري الاشتراكي فيكتور تشيرنوف رئيساً للجمهورية الروسية، ورفض العرض البلشفي الذي يوافق على لائحة السوفيت للأرض والسلام وسلطة العمال واعتماد سلطة المعرفة للعمال والجنود والفلاحين السوفييت. فصرح اليوم التالي البلاشفة أن المجلس أُنتخب كان من خلال قوائم حزبية قديمة، واللجنة التنفيذية المركزية لكل الروس حلتها.
تولدت من الثورة الروسية البلشفية بكانون الثاني/يناير 1918 الأحزاب الشيوعية عالمياً، وثوراتهم المُصاحبة لعام 1917 لـ 1923. شك القليل من الشيوعيين من أن نجاح الاشتراكية الروسية اعتمدت على ثورة طبقة عمال اشتراكية ناجحة في الدول الرأسمالية. في 1919، نظم كل من لينين وتروتسكي الأحزاب الشيوعية العالمية لجمعية جديدة دولية للعمال -الشيوعية الدولية- المعروفة أيضا بالدولية الثالثة.
وبحلول عام 1920، هزم الجيش الأحمر تحت قيادة تروتسكي الجيوش البيضاء الملكية. وفي العام التالي، انتهت الحرب الشيوعية وتحت سياسة اقتصادية جديدة، وسُمحت الملكية الخاصة للشركات الزراعية الصغيرة والمتوسطة. بينما ظلت الصناعة تحت سلطة الدولة، عَلِم لينين أن السياسة الاقتصادية الجديدة كان تقدير رأسمالي لابد منه لدولة غير جاهزة للاشتراكية. وعاد الاستغلال بشكل رجال (السياسة الاقتصادية الجديدة) والمزارعين الأغنياء ليفرضوا سيطرتهم على الريف بأكمله.
في عام 1922، انعقد المؤتمر الرابع للدولية الشيوعية ليأخذ سياسة جديدة بتكوين جبهة موحدة، باستعجال الشيوعيين للعمل مع تنقيح وترتيب الديموقراطيين الاشتراكيين بينما يبقوا متأهبين لقادتهم الذين اُنتقدوا بخيانتهم للطبقة العاملة بتدعيم جهود الحرب لكل الطبقات الرأسمالية. لهذا الجزء، أشار الديموقراطيون الاشتراكيون للإزاحة التي تسببت بها الثورة، ولاحقاً نمو سلطوية الأحزاب الشيوعية. عندما طبق الحزب الشيوعي البريطاني تبني حزب العمال في عام 1920، تم رفضه.

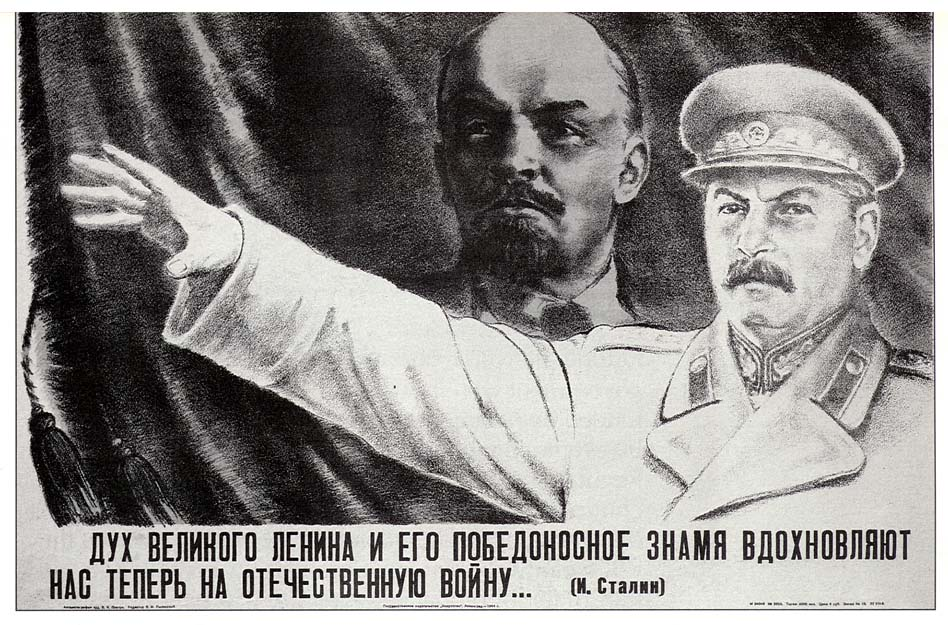
جوزيف ستالين أمام رسم لـ فلاديمير لينين

في عام 1923، بمشاهدة الدولة السوفيتية تنمو بسلطة جبرية، قال لينين المحتضر أن روسيا تحولت لآلة قيصرية برجوازية التي بالكاد تتماشى مع الاشتراكية." وبعد موت لينين في كانون الثاني/يناير 1924، رفض الحزب الشيوعي للاتحاد السوفييتي -وبتزايد تحت قيادة جوزيف ستالين- النظرية التي تقول ان الاشتراكية لا يمكن أن تبنى بمفردها بالاتحاد السوفييتي. على الرغم من مطلب المعارضة اليسارية المُهمش لاستعادة الديموقراطية السوفييتية، طور ستالين حكومة سلطوية بيروقراطية وقد أدانت الاشتراكيين الديموقراطيين واللاسلطويين والتروستكيين لتقويضهم المبادئ الأولية الاشتراكية للثورة الروسية البلشفية.
جلبت الثورة الروسية لتشرين الأول/أكتوبر عام 1917 التقسيم التعريفي والعقائدي للشيوعيين والجانب الآخر من الاتجاهات الشيوعية والاشتراكية الأخرى كالشيوعية اللاسلطوية والديموقراطيين الاشتراكيين. دفعت المعارضة اليسارية في الاتحاد السوفييتي لأعلى التروستكية التي ظلت معزولة وغير مُعتد بها لخمسين عام أخرين، فيما عدا سيرلانكا جيث جَنَت التروستكية الغالبية والجناح المناصر لموسكو طُرد من الحزب الشيوعي.

### ما بعد الحرب العالمية الثانية
في عام 1951، عبر وزير الصحة البريطاني عن رأيه قائلاً «من المحتمل صحة أن أوروبا الغربية قد اتجهت للاشتراكية بعد الحرب إن لم يعط السلوك السوفييتي صورة قاتمة جداً، الشيوعية والاشتراكية السوفييتية لم تفرق بينهم العقول بعد.»
وفي عام 1951 أعاد تأسيس الدولية الاشتراكية الأحزاب الاشتراكية الأوروبية. وصرحت «شَقت الشيوعية الحركة العمالية الدولية وأعادت للوراء تحقيق الاشتراكية في عديد من الدول لعقود من الزمن. وتدعي الشيوعية مغالطةً أن لها سهماً في التقليد الاشتراكية. حقيقةً شوهت هذا التقليد بدون تمييز. وبنت لاهوتاً جامداً لا يتماشى مع الروح النقدية للماركسية.»
وفي الأعوام التابعة للحرب، أصبحت الاشتراكية ذات تأثير متزايد فيما يسمى بالعالم الثالث. أممت دول بأفريقيا وآسيا وأمريكا اللاتينية الصناعات التي إمتلكها مُلاك أجانب. أما الاتحاد السوفييتي فأصبح قوة عظمى من خلال تبنيه للاقتصاد المُخطط. ولو على التكلفة البشرية. هذا الإنجاز أصبح وقعاً من الخارج، وأقنع العديد من القوميين في المستعمرات السابقة ليسوا بالضرورة شيوعيين أو اشتراكيين، لهم مميزات بأنهم يخططوا للدولة ويحتذوا النماذج المُرشدة للتطور الاشتراكي. وهذا لاحقاً كان له نتائج هامة في بلاد كالصين ومصر والهند حيث حاولت استيراد وتجربة النموذج السوفييتي.

#### السلطة في يد الديموقراطيين الاشتراكيين

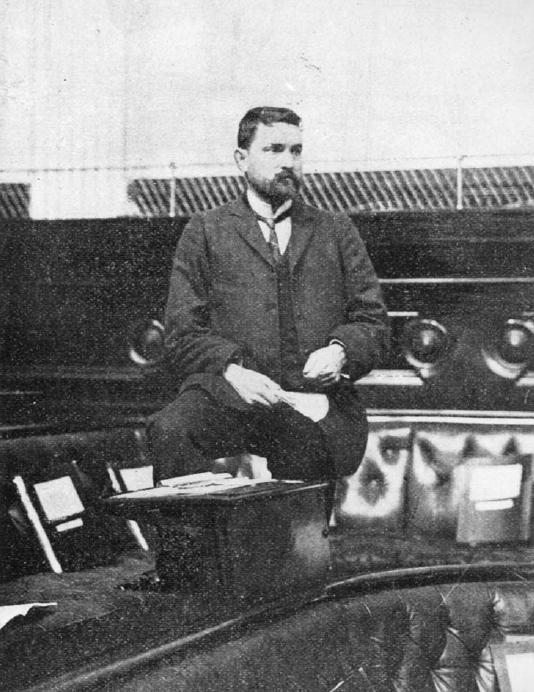
كريس واطسون، أول رئيس وزراء ديموقراطي اشتراكي في العالم

حزب العمال الأسترالي هو من أوائل الأحزاب العمالية الديموقراطية الاشتراكية في العالم، تم تأسيسه عام 1891. في عام 1904 انتخب الأستراليون أول رئيس وزراء عضو لهذا الحزب؛ كريس واطسون. في عام 1945، حزب العمال البريطاني، الذي كان يقوده كليمنت أطلي، أنتُخب للإدارة ببرنامج اشتراكي متشدد. سيطرت الأحزاب الديموقراطية الاشتراكية سياسيات ما بعد الحرب في الدول مثل فرنسا وإيطاليا وتشيكوسلوفاكيا والبلجيك والنرويج. أما في السويد تقلد السلطة الحزب الديموقراطي الاشتراكي من عام 1936 إلى 1976 ومن 1982 إلى 1991 ومن 1994 إلى 2006. وفي وقت ما، صُرح أن فرنسا هي أكثر رأسمالية بها تحكم دولة. المؤسسات العامة المؤممة تشمل مناجم الفحم الفرنسية وكهرباء وغاز فرنسا والطيران الفرنسي والبنك الفرنسي. حكومات ما بعد الحرب العالمية الثانية قدمت إصلاح اجتماعي وإعادة توزيع للثروات بواسطة رفاهية وضرائب الدولة.

#### المملكة المتحدة

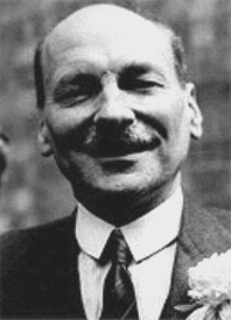
كليمينت أطلي، رئيس وزراء المملكة المتحدة من عام 1945 إلى 1951

تأثر حزب العمال بالمملكة المتحدة بالإصلاحي الاشتراكي البريطاني وليام بيفريدج، الذي حدد الشرور الخمسة التي تعاني منها الطبقة العاملة في فترة ما بعد الحرب: العوز والمرض والجهل وانعدام المأوى والبطالة. فوائد البطالة والتأمين القومي ومعاشات الدولة قدمتهم الحكومة العمالية عام 1945. أنورين بيفان الذي قدم الخدمة الصحية الوطنية عن طريق حزب العمال عام 1948، انتقد حكومة أطلي لعدم التقدم وطلب التخطيط الاقتصادي ونقد تطبيق التأميم لعدم تقليد السلطة للعمال مع التحكم الديموقراطي للعمليات.
أممت الحكومة العمالية البريطانية أكبر المؤسسات العامة كالتعدين والغاز والفحم والكهرباء والسكة الحديد وحديد الصلب وبنك إنجلترا. وتمت خصخصة البترول البريطاني عام 1987 الذي كان قد أُمم عام 1951، وحدثت تداخلات حكومية خلال فنرة الحكومة العمالية من 1974 إلى 1979. قال أنطوني كروسلاند في عام 1965، أن 25 بالمائة من الصناعة البريطانية أُممت، أما الموظفيين بما فيها من صناعات مؤممة شكلوا نسبة مشابهة للكثافة العمالية للبلاد. ومع ذلك الحكومة العمالية لم تبحث إنهاء الرأسمالية ولم تكن في نيتها تطبيق الملكية العامة لوسائل الإنتاج والتوزيع والتبادل، والصلب العمالي المعاد تأميمه عام 1967 بعد ما خصخه المحافظون وإنتاج السيارات القومية. وفي عام 1977 تم تأميم شركات الطيران الرئيسية وبناء السفن.
زودت الخدمة الصحية الوطنية برعاية صحية مدفوعة عن طريق الضرائب لجميع المواطنين مجاناً. وزد مجلس الإسكان للدولة الطبقة العاملة بالسكن، وأصبح التعليم في المتناول بواسطة نظام المنح المدرسية. إلين ويلكنسون، وزيرة التعليم قدمت حليب مدفوع عن طريق الضرائب للمدارس قائلة في عام 1946 بمؤتمر حزب العمال «الحليب المجاني سيوزع في هوكستون وشوريدتش وفي إيتون وهارو. ما هي المساواة الاجتماعية التي يمكن أن تأخذها أكثر من ذلك؟» صرح كاتب سيرة كليمينت أطلي هذه السياسة قائلاً «مساهمة بشكل ضخم للدفاع عن صحة الأطفال من الأمراض الناتجة من الحمية السيئة التي يتبعها الأطفال. أجيال من الأطفال الفقيرة تنمو أقوى وأكثر صحة بسبب فعل واحد كريم صغير وغير مكلف قامت به حكومة أطلي.»

#### النموذج الشمال أوروبي
يعود النظام الشمال أوروبي للنماذج الاقتصادية والاجتماعية للبلاد الشمال أوروبية مثل الدنمارك وأيسلندا والنرويج والسويد وفنلندا. فهذا التبني للاقتصاد المختلط للسوق يُصف بأكثر البلاد رخاءاً ورفاهية مقارنةً بالدول الأخرى المتطورة، حيث تهدف لتحسين استقلال الفرد، وتأكيد التوفير العالمي لحقوق الإنسان الأساسية واستقرار الاقتصاد. وهذا مختلف عن الدول ذات الرفاهية الأخرى مع أهداف مماثلة بتأكيد تعظيم إعادة توزيع القوة العاملة، والاستخدام التحرري للسياسة المالية التوسعية. وهذا شامل لدرجات عالية من عضوية اتحاد العمال. في عام 2008، كانت كثافة اتحاد العمال بنسبة 67.5 في المائة بفنلندا، و67.6 في المائة بالدنمارك، و68.3 في المائة بالسويد. مقارنةً بعضوية الاتحاد ذات نسبة 11.9 في المائة بالولايات المتحدة، و7.7 في المائة بفرنسا. ومع ذلك فالنموذج الشمال أوروبي ليس نموذجاً مفرداً به مكونات محددة من القوانين؛ كل البلاد الشمال أوروبية لها نظامها الاقتصادي والاجتماعي الخاص بها، وفي بعض الأوقات بها اختلافات كبيرة عن جيرانها.

### اتجاه الديموقراطيين الاشتراكيين لسياسات السوق الحر
تبنت العديد من الأحزاب الديموقراطية الاشتراكية -وخصوصاً بعد الحرب الباردة- سياسات السوق المعتمد على النزعة التحررية الجديدة التي تشمل الخصخصة والتحرير ورفع القيود والتمويل؛ مما أدى لهجر تتبع التطور للاشتراكية المُعتدلة من أجل صالح تحرر السوق. وعلى الرغم من الاسم، هذه السياسات المناصرة للرأسمالية هي مختلفة بشدة عن العديد من نظريات السوق الحر الغير رأسمالية التي تواجدت خلال التاريخ.
في عام 1959، تبنى الحزب الديموقراطي الاشتراكي الألماني برنامج جودسبيرج الرافض لصراع الطبقات والماركسية. وفي عام 1980، مع صعود السياسين المحافظين ذوي النزعة التحررية الجديدة أمثال رونالد ريجان في الولايات المتحدة، ومارجريت تاتشر في بريطانيا، وبراين مولروني في كندا، وهاجم خبراء النقد والتحرريون الجدد أنظمة رفاهية الدولة الغربية كعوائق لتنفيذ المشاريع الخاصة على نفقة الدولة.
في الثمانينات والتسعينات، ضُغط على الاشتراكيون الأوروبيون الغريبون لتوفيق برامجهم الاقتصادية الاشتراكية مع اقتصاد أوروبا الطائفي المعتمد على السوق الحرة. وفي المملكة المتحدة، قام رئيس حزب العمال نييل كينوك بهجوم عاطفي وعام ضد الميل العسكري للحزب في مؤتمر حزب العمال، وتَنكر لمطالب عمال المناجم المهزومين المُضريين بعد إضراب عامي 1984-1985 ضد إغلاق حفر المناجم. وفي عام 1989، بستوكهولم، المؤتمر الثامن عشر للدولية الاشتراكية التي أخذت على عاتقها إلقاء مبادئ جديدة:
| اشتراكية | إن الاشتراكية الديموقراطية هي حركة دولية جديدة تجاه الحرية والعدالة الاجتماعية وتضامن. وتهدف لتحقيق عالم آمن حيث أن القيم الأساسية يمكن أن تحسن لكي يستطيع الفرد أن يعيش حياة لها معنى تمتلئ بتطور شخصيته ومواهبه، مع ضمان الحقوق الإنسانية والمدنية في إطار عملي ديموقراطي للمجتمع. | اشتراكية |

أما في التسعينات، انطلاقاً من ضغط اليسار، فإن حزب العمال البريطاني بقيادة طوني بلير افترض سياسات تعتمد على اقتصاد السوق الحر لتقديم خدمات عامة عن طريق عقود خاصة. وفي عام 1995، أعاد حزب العمال وقفته مع الاشتراكية بإعادة صياغة البند الرابع من الدستور، لرفض الاشتراكية بحذف أي وكل المرجعيات للعامة، العامل المباشر والملكية العامة لوسائل الإنتاج. في عام 1995، راجع حزب العمال البريطاني أهدافه السياسية: "حزب العمال هو حزب اشتراكي ديموقراطي. يُعتقد أنه بقوة سعينا سنحقق أكثر مما سنحقق بمفردنا، ولذا لخلق طرق لإدارك قدرتنا الحقيقية، ولأجلنا كلنا، مجتمع فيه القوة والثروة والفرصة في متناول أيدي العديد، وليس القليل."
أهداف حزب الاشتراكيين الأوروبيين، الكتلة الاشتراكية في البرلمان الأوروبي الآن «تتبع دولية تهدف لاحترام المبادئ التي يعتمد عليها الإتحاد الأوروبي، هذه المبادئ هي حرية ومساواة وتضامن وديموقراطية واحترام حقوق الإنسان والحريات الأساسية واحترام حكم القانون.» وكنتيجة في يومنا المعاصر، الصراخ المحتشد للثورة الفرنسية المنادي بـ «مساواة، وحرية، ومؤاخاة» حيث ينادي بالمطلق ويلقي الضوء على الصناعة في المجتمع الفرنسي، ومقترح كقيم اشتراكية جوهرية.

### في بداية القرن الحادي والعشرين
الذين بَجَلوا الاشتراكية في صراعهم الماركسي والطبقي المتعدد بحثوا عن ساحات أُخرى غير الأحزاب الديموقراطية الاشتراكية في بداية القرن الحادي والعشرين. برزت الحركات المناهضة للرأسمالية والعولمة خصوصاً خلال الأحداث مثل الحدث الذي عارض مؤتمر منظمة التجارة العالمية لعام 1999 كنشاط احتجاجي بمدينة سياتل. الجماعات التي ألهمتها الاشتراكية لعبت دوراً عظيماً في هذه الحركات الجديدة، التي مع ذلك احتضنت طبقات أعرض من السكان، ونصرها أعلامٌ مثل نعوم تشومسكي. قاد احتلال العراق عام 2003 إلى حركة كبيرة ضد الحرب حيث يوضح فيه الاشتراكيون قضيتهم.
قادت الأزمة المالية من عام 2007 إلى 2010 إلى مناقشات عامة إذا ما كان ماركس مُحِقاً. نشرت مجلة تايم مقالاً عن إعادة التفكير في منهجية ماركس ووضعت صورة كارل ماركس على غُلاف النسخة الأوروبية خصوصاً لمؤتمر دافوس الاقتصادي عام 2009. وفي استطلاع عام عالمي للرأي في عام 2009 قامت به شبكة البي بي سي في للسنوية العشرين لسقوط جدار برلين، وجدوا أن 23 بالمائة من المستطلعين يعتقدون أن الرأسمالية بها أخطاء قاتلة ويجب اللجوء لنظام سياسي آخر، وبنسبة 40 بالمائة من تعداد سكان فرنسا؛ بينما أغلبية بما فيهم أكثر من 50 بالمائة من المستطلعين الأمريكيين يعتقدون أن الرأسمالية بها مشاكل يمكن أن تُوجه وتُصلح. من السبع وعشرون دولة المستطلعة، أغلبية في 22 منهم تطرح تدعيم الحكومات التي توزع الثروة بالتساوي.

#### أفريقيا
[وفقًا لِمَن؟]كانت وما زالت الاشتراكية الأفريقية عقائدية أساسية في قارة أفريقيا. ألهمت المبادئ الفابية جوليوس نيريري الذي كان مؤمناً صارماً بالفلاحين الأفارقة وتقاليدهم والأوجاما الذي هو نظام جمعي موجود قبل الاستعمارية الأوروبية طبقاً لنيريري. وكان مؤمناً بأن الأفارقة اشتراكيون بالفعل. ألهمت الاشتراكية فيلا كوتي فنادى بجمهورية أفريقية ديموقراطية. أما في جنوب أفريقيا ترك المؤتمر القومي الأفريقي ميوله الاشتراكية الحزبية بعد امتلاك السُلطة وتبعت طريق تحرري حديث قياسي. ومن عام 2005 إلى 2007، عصف العديد من المتظاهرين من الأحياء الفقيرة البلاد. وإحدى هذه الاحتجاجات أعطت دَفعَة لحركة جماهيرية لسكان الأكواخ. وعلى الرغم من سياسة القمع، دافع أبهالالي بَيزمجوندولو لتخطيط الشعب ضد خلق اقتصاد سوق في الأراضي والإسكان. اليوم أُتهمت العديد من الدول الأفريقية بأنها فشلت تحت اقتصاد تحرري جديد.

#### آسيا
جمهورية الصين الشعبية وكوريا الشمالية ولاوس وفيتنام هي الدول الآسيوية الباقية من اشتراكية التيار الماركسي اللينيني في القرن العشرين. ذهبت الدول ذات الاقتصاد الاشتراكي بعيداً عن تخطيط الاقتصاد المركزي في القرن الحادي والعشرين لتركيز أكبر على الأسواق. تشمل أشكالاً من اقتصاد اشتراكي صيني واقتصاد سوق فيتنامي يميل للاشتراكية. فهم يستخدمون نماذج إدارة تعاونية تملكها الدولة كمقابل لنمذجة مشروع اشتراكي على أساليب إدارة تقليدية تُوظفها هيئات حكومية.
في جمهورية الصين الشعبية، قاد الحزب الشيوعي الصيني انتقالاً من اقتصاد قيادي لفترة ماو إلى برنامج اقتصادي يدعوه اقتصاد سوق اشتراكي أو اشتراكية بمعايير صينية. تحت سُلطة دينج شياو بينج، شرعت القيادة الصينية برنامج إصلاح يعتمد على السوق أكثر كسحاً من برنامج القائد السوفييتي ميخائيل جورباشتوف (البيروستريكا) في آخر الثمانينات. برنامج دينج على الرغم من احتفاظه بحقوق الدولة لملكية الأرض والدولة لكثير من قطاعات الصناعات الثقيلة وتأثير الدولة في قطاعات البنوك والماليات.
وفي مكان آخر بقارة آسيا، بعض الأحزاب الاشتراكية المُرشحة والأحزاب الشيوعية ظَلَت بارزة، خصوصاً بالهند ونيبال. وخاصة يدعو الحزب الشيوعي في نيبال بديموقراطية الأحزاب المتعددة والمساواة الاجتماعية والرخاء الاقتصادي. أما في سنغافورة معظم الناتج المحلي الإجمالي ما زال إنتاجه من قطاع الدولة تضم الحكومة والشركات المرتبطة. وفي اليابان، كان هناك تجدد اهتمام بالحزب الشيوعي الياباني بين العمال والشباب. وفي ماليزيا اُنتخب أول عضو من الحزب الاشتراكي الماليزي بالبرلمان مايكل جياكومار ديفاراج بعد الانتخابات العامة عام 2008.

## نقد الاشتراكية
يرى التحرريون الاقتصاديون والتحريريون الموالون للرأسمالية والتحريريون القدامى أن الملكية الخاصة لوسائل الإنتاج والتبادلات السوقية كأمور طبيعية وحقوق معنوية حيث أن ذلك مركز مبادئهم للحرية والتحرر، وهكذا فهم يرون أن الملكية العامة لوسائل الإنتاج والتخطيط التعاوني والاقتصادي هي تعديات على الحرية، بعض الانتقادات الأولية للاشتراكية هي أن مؤشرات الأسعار مشوشة أو غائبة، وانخفاض الحوافز وانخفاض الازدهار والجدوى وآثارها السياسية والاجتماعية.

ينتقد نقاد المدرسة الكلاسيكية الحديثة للاقتصاد ملكية الدولة ومركزية رأس المال على أسس تفتقر لحافز في مؤسسات الدولة لتقوم بالعمل على أساس سير أعمال الشركات الرأسمالية بنفس الكفاءة لأنهم يفتقروا إلى قيود الميزانية الصارمة، مما يؤدي إلى انخفاض الرفاهية الاقتصادية للمجتمع ككل. اقتصاديو المدرسة النمساوية يصرحوا بأن الأنظمة الاشتراكية التي تعتمد على تخطيط اقتصادي غير مجدية بسبب افتقارهم للمعلومات المطلوبة لتنفيذ حساباتهم الاقتصادية في المقام الأول، نظراً لافتقارهم لمؤشرات الأسعار ونظام الأسعار الحرة حيث أن حجتهم أن ذلك مطلوب من أجل حسابات اقتصادية صحيحة.

## وصلات خارجية
- اشتراكية على مشروع الدليل المفتوح
- الاشتراكية الكوبية من أراشيف العميد بيتر كروغ الرقمية للشؤون الخارجية (بالإنجليزية)